# Indu Prakash Singh
Indu Prakash Singh fue un filósofo, economista, político, académico, escritor y diplomático indio.
- Indu Prakash Singh fue hijo de Shyam Rati y de Bhagwati Din A.
- Se desempeñó como Secretario General del Congreso Nacional Indio y fue miembro de la Ejecutiva Nacional del Partido Popular Indio.
- En 1952 obtenía Maestría.
- Desde 1958 era Doctor en Derecho
- De 1953 a 1954 fue profesor de Filosofía de la Allahabad University.
- En 1959 fue como Secretario de embajada de segunda clase Encargado de negocios en Beirut.
- De 1960 a 1962 fue empleado en el ministerio de Comercio.
- De 1962 a 1966 fue secretario de embajada de primera clase en Washington D. C.
- De 1966 a 1969 Secretario adjunto del ministerio de relaciones exteriores en Nueva Delhi.
- De 1969 a 1970 fue director del departamento África.
- De 1970 a 1973 fue Ministro consejero de embajada en Katmandú.
- De 1973 a 1976 fue embajador en Jartum.
- De 1976 a 1979 fue secretario de enlace del ministerio de relaciones exteriores.
- De 1979 a 1981 fue Alto Comisionado adjunto en Londres.
- De noviembre de 1981 a julio de 1985 fue embajador en Madrid.
- De agosto de 1985 a 1990 fue embajador de Rangún.
- Desde 1 de diciembre de 2001 era embajador en Katmandú.
- Singh murió en el cargo tras una larga batalla con el cáncer.[1]